# Formica subsericea
Formica subsericea (лат.) — вид средних по размеру муравьёв рода Formica (Serviformica, Formicidae).

## Распространение
Северная Америка (Канада, США).

## Описание
Длина около 7 мм. Окраска рабочих муравьёв одноцветная серовато-чёрная. Усики 12-члениковые у самок и рабочих и 13-члениковые у самцов. Стебелёк между грудью и брюшком у всех каст состоит из одного членика петиоля. Чешуйка стебелька расширяется кверху.
Служит хозяином для гриба-эктопаразита Laboulbenia formicarum (Лабульбениомицеты; Espadaler & Santamaria, 2012).
Ассоциированы с мирмекофильными гусеницами бабочки голубянки весенней.

## Систематика
Впервые был описан в 1836 году американским энтомологом Томасом Сэем (Thomas Say) по материалам из США. До 1973 года рассматривался или синонимом или подвидом Formica fusca.

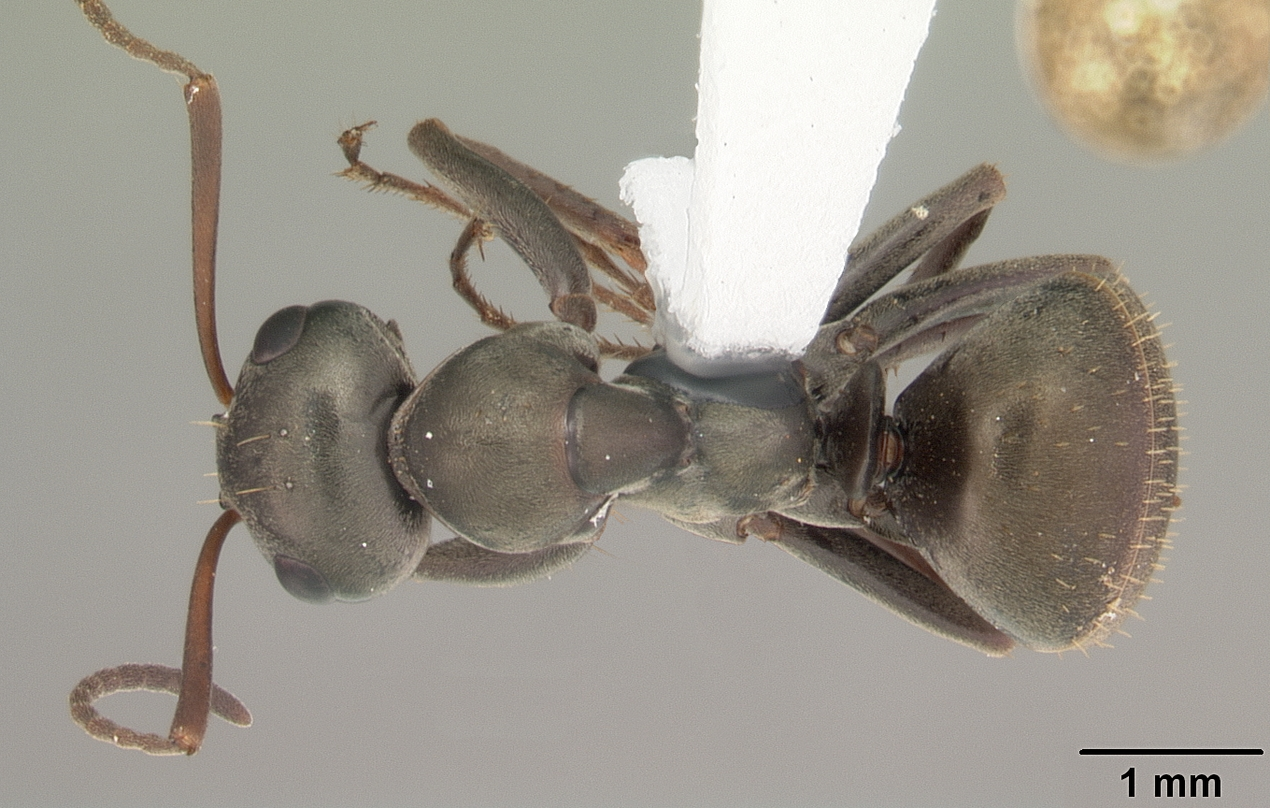
Вид сверху
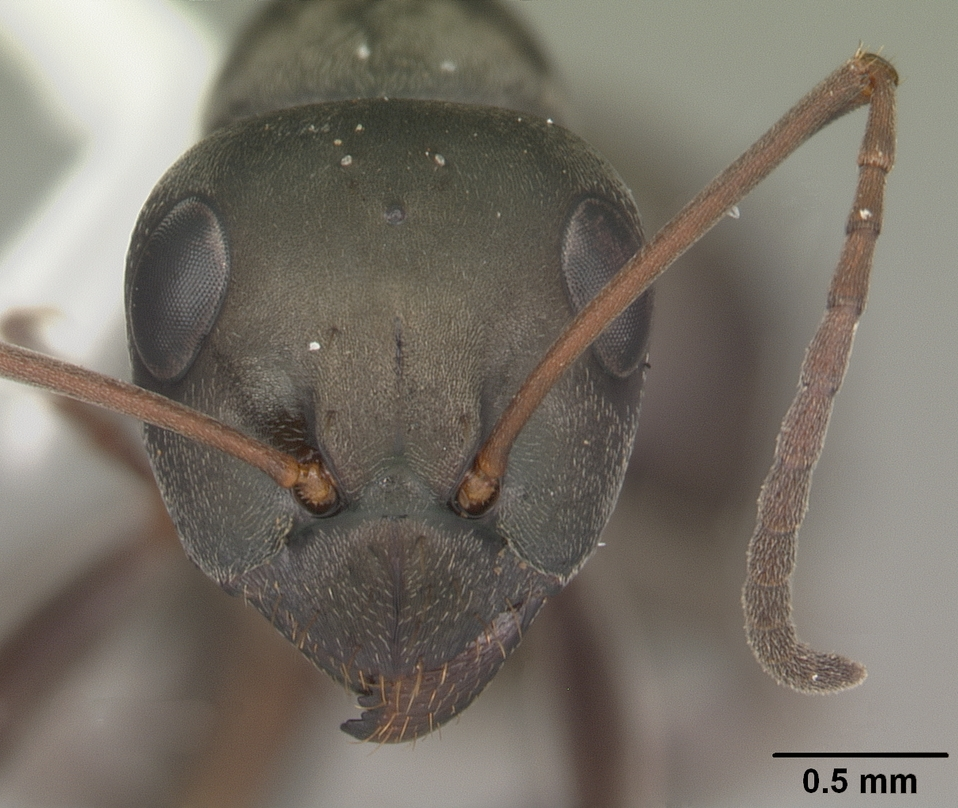
Голова спереди